# Eugene McDowell
Eugene McDowell (Cross City, 6 gennaio 1963 – Orlando, 25 agosto 1995) è stato un cestista statunitense, professionista in Italia, Spagna e Turchia.

## Carriera
Venne selezionato dai Milwaukee Bucks al terzo giro del Draft NBA 1985 (68ª scelta assoluta).

## Palmarès
- McDonald's All-American Game (1981)
- Campionato spagnolo: 1

Barcellona: 1987-88
- Copa del Rey: 1

Barcellona: 1988
- Supercoppa spagnola: 1

Barcellona: 1987
- Copa Príncipe de Asturias: 1

Barcellona: 1988